# Francesco Alborea
Francesco Alborea (Napoli, 7 marzo 1691 – Vienna, 20 luglio 1739) è stato un violoncellista e compositore italiano, virtuoso del suo strumento, fu il primo violoncellista ad essere noto a livello internazionale.

## Biografia
Conosciuto anche come  “Franciscello” o “Francischello”, nacque a Napoli da Emanuele e da Aloisa Bassano; appena decenne fu affidato al “Conservatorio di Santa Maria di Loreto” di Napoli dove rimase dodici anni ad apprendere la musica ed affinare, sotto la guida del maestro Gian Carlo Cailò, la tecnica del violoncello, tanto da uscirne strumentista perfetto.
 Alessandro Scarlatti, che lo conobbe e lo apprezzò, si interessò vivamente affinché fosse assunto presso la "Real Cappella" di Napoli, dove il suo virtuosismo ebbe modo di brillare.
 L'Alborea infatti fu il primo violoncellista a essere noto a livello internazionale.; tanto che la sua fama giunse presto alla corte imperiale di Vienna, da dove l’imperatore Carlo VI lo richiese al viceré di Napoli. Francesco giunse nella capitale austriaca nel 1727 in compagnia del virtuoso di “arciliuto” Gioacchino Sarao e vi rimase in qualità di violoncellista di corte, con 1260 fiorini di stipendio, fino alla sua morte avvenuta in quella città il 20 luglio 1739.
 
A lui, che fu anche compositore, la tecnica del violoncello deve l’utilizzo del pollice come capotasto mobile, il che consente di ampliare le possibilità dello strumento.
In un suo volume Bernardo de Dominici, pittore e storico della pittura, descrive che «... in una vasta tela dipinta a Napoli da Niccolò Maria Rossi, esistente nella collezione di quadri dei conti d'Harrach nel loro palazzo a Vienna, riproducente la festa dei "Quattro Altari", erano raffigurati quasi tutti i ministri al seguito del viceré Aloys Thomas Raimund von Harrach e dei musici della Cappella reale, fra i quali si distinguevano il primo maestro di cappella Francesco Mancini, Domenico Sarro vicemaestro e Francesco Alborea col suo famoso violoncello, che poi fu chiamato a Vienna per la sua prodigiosa virtù di suonare il detto violoncello...» 

## Opere
La maggior parte delle composizioni di Francesco Alborea sono andate perdute ad eccezione di alcune sonate per cello e basso continuo riscoperte in questi ultimi decenni, tra cui:
- Sonata a violoncello e basso in Sol maggiore- nei tempi: Adagio, Allegro, Adagio, Menuetto;
- Sonata a violoncello e basso in Re maggiore - nei tempi: Amoroso, Allegro, Adagio, Menuetto;
- Sonata a violoncello e basso in Do maggiore - nei tempi: Adagio, Allegro, Adagio, Menuetto.